# يعلى بن محمد اليفرني
يعلى بن محمد اليفرني من أشهر قادة بني يفرن وكان مناصرا لأموي الأندلس ثم دخل تحت طاعة الفاطميين لكن جوهرالصقلي أمر بالقضاء عليه سنة 347هجري 

## حياته

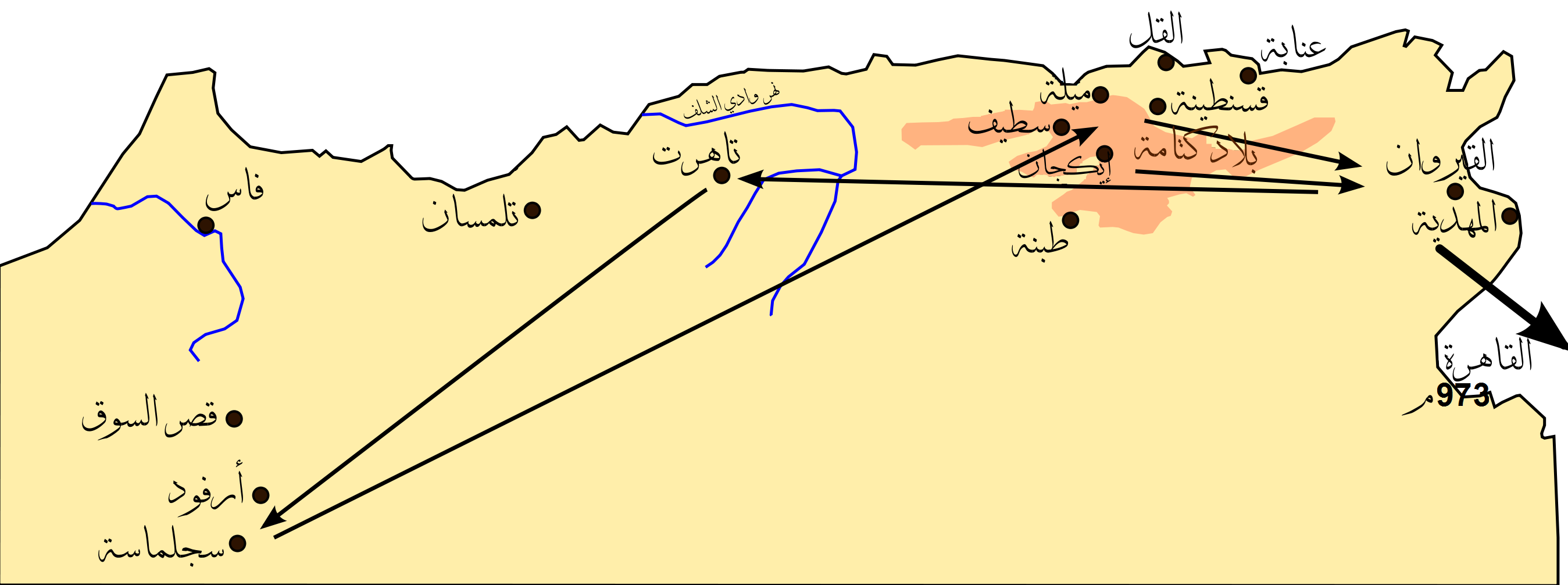
تحركات الجيوش الفاطمية في شمال إفريقيا

| يعلى بن محمد اليفرني | واستفحل سلطان يعلى في ناحية المغرب وخطب على منابرها لعبد الرحمن الناصر ما بين تاهرت إلى طنجة واستدعى من الناصر تولية رجال بينه على أمصار المغرب فعقد على فاس لمحمد بن الخير بن محمد بن عشيرة ونسك محمد لسنة من ولايته واستأذن في الجهاد والرباط بالأندلس فأجاز لذلك واستخلف على عمله ابن عمه أحمد بن أبي بكر بن أحمد بن عثمان بن سعيد وهو الذي اختط مأذنة القرويين سنة أربع وأربعين وثلثمائة كما ذكرناه ولم يزل سلطان يعلى بن محمد بالمغرب عظيما إلى أن أغزى بعد المعز لدين اللهكاتبه جوهر الصقلي من القيروان إلى المغرب سنة سبع وأربعين وثلثمائة | يعلى بن محمد اليفرني |

## وفاته
توفي عام 347 هجري وذكره ابن خلدون
| يعلى بن محمد اليفرني | فلما فصل جوهر بالجنود بادر أمير زناتة بالمغرب يعلى بن محمد اليفرني إلى لقائه والإذعان لطاعته والانحياش إليه ونبذ عهد الأموية وأعمل إلى لقيه الرحلة من بلده إيفكان وأعطاه يد الانقياد وعهد البيعة عن قومه بنى يفرن وزناتة فتقبلها جوهر وأضمر الفتك به وتخير لذلك يوم فصوله من بلده وأسر إلى بعض مستخلصيه من الاتباع فأوقعوا نفرة في أعقاب العسكر طار إليها الزعماء من كتامة وصنهاجة وزناتة وتقبض على يعلى فهلك في وطيس تلك الهيعة فغض بالرماح على أيدي رجالات كتامة وصنهاجة وذهب دمه هدرا في القبائل وخرب جوهر مدينة إيفكان وفرت زناتة أمامه وكشف القناع في مطالبتهم. وقد ذكر بعض المؤرخين أن يعلى إنما لقي جوهرا عند منصرفه من الغزاة بمدينة تاهرت وهنالك كان فتكه به بناحية شلف فتفرقت بعدها جماعة بنى يفرن وذهب ملكهم فلم يجتمعوا إلا بعد حين على ابنه بدوي بالمغرب كما نذكر ولحق الكثير منهم بالأندلس كما يأتي خبرهم في موضعه وانقرضت دولة بنى يفرن هؤلاء إلى أن عادت بعد مدة على يد يعلى بفاس ثم استقرت آخرا بسلا وتعاقب فيهم هنالك إلى آخرها كما نذكره إن شاء الله تع إلى. | يعلى بن محمد اليفرني |